# Жануцци, Гуараси
Гуараси Жануцци (порт.-браз. Guaracy (Guaraci) Januzzi; 3 декабря 1914, по другим данным 4 января 1916, Консейсан-ду-Турву, Пиранга — 19 ноября 1978, Белу-Оризонти), иногда его фамилию произносят из-за итальянского происхождения Джануцци (итал. Januzzi), более известный под именем Гуара́ (порт.-браз. Guará) — бразильский футболист, нападающий.

## Карьера
Гуара родился в семье мигрантов: его отец Мигель был итальянцем, а мать Роса Отеро испанкой. В семье было девять детей. Он начал играть в футбол клубах «Мирай» и «Айморес Уба». В 1933 году Гуара перешёл в «Атлетико Минейро», куда попал вместе с партнёром по «Убе» Николой. Целью перехода игрока стала замена завершившего карьеру двумя годами ранее нападающего Марио де Кастро. 1 октября 1933 года он дебютировал в основном составе команды в матче с «Тупи», где забил гол. С 1934 года Гуара стал игроком стартового состава «Атлетико». И в этом же сезоне он стал лучшим бомбардиром команды. Более того, с этого по 1938 год Гуара каждый сезон забивал больше всех мячей среди игроков клуба. А дважды в 1936 и 1938 годах футболист становился лучшим бомбардиром чемпионата штата. Гуара выиграл с командой три титула чемпиона штата в 1936, 1938 и 1939 годах. А в 1937 году клуб выиграл титул Турнир чемпионов, в котором участвовали чемпионы ведущих чемпионатов штатов Бразилии. С середине 1930-х он являлся самым высокооплачиваемым игроком «Атлетико», зарабатывая 800 тысяч реалов в месяц.
4 июля 1939 года «Атлетико» играл матч с «Палестрой Италией». Во время игры Гуара столкнулся затылком в воздухе головой с защитником соперника Кайейрой, которой персонально играл в матче, опекая форварда. От удара он упал, потерял сознание, впал в кому. Нападающий был госпитализирован в больницу Белу-Оризонти, а на следующий день переведён в госпиталь Сан-Жозе. 72 часа Гуара был в коме, а затем ещё 23 дня провёл в больнице. Когда он вернулся на поле в 1940 году, то перестал демонстрировать былой уровень игры. Футболист уехал в Рио-де-Жанейро, где попытался устроиться в «Ботафого», но неудачно. После этого он вернулся в «Атлетико». В 1941 году Гуара, благодаря помощи Ари Баррозу, перешёл во «Фламенго», но провёл в клубе только один матч — 30 декабря против «Сан-Кристована» (2:0) в чемпионате Рио-де-Жанейро. Затем Гуара возвратился в Минас-Жерайс, присоединившись к клубу «Сидеруржика». В нём он и завершил карьеру. 2 февраля 1951 года он вышел последний раз на поле за «Атлетико» в товарищеской игре с «Америкой Минейро» (0:5). Всего за клуб он провёл 172 матча и забил 156 голов. По другим данным он провёл около 200 матчей и забил 168 голов.
Завершив игровую карьеру в молодом возрасте, Гуара стал работать в нефутбольной сфере. Он продавал таблетки, торговал лотерейными билетами, написал книгу, которая дважды переиздавалась, трудился в муниципалитете Белу-Оризонти. В 1962 году в честь футболиста был учреждён Трофей Гуара, которым награждаются лучшие футболисты штата Минас-Жерайс.

## Статистика
| Сезон | Команда          | Игры | Голы |
| ----- | ---------------- | ---- | ---- |
| 1933  | Атлетико Минейро | ?    | 7    |
| 1934  | Атлетико Минейро | ?    | 20   |
| 1935  | Атлетико Минейро | ?    | 28   |
| 1936  | Атлетико Минейро | ?    | 28   |
| 1937  | Атлетико Минейро | ?    | 26   |
| 1938  | Атлетико Минейро | ?    | 35   |
| 1939  | Атлетико Минейро | ?    | 4    |
| 1940  | Атлетико Минейро | ?    | 2    |
| 1941  | Атлетико Минейро | ?    | 6    |
| 1941  | Фламенго         | 1    | 0    |

## Достижения

### Командные
- Чемпион штата Минас-Жерайс: 1936, 1938, 1939

### Личные
- Лучший бомбардир чемпионата штата Минас-Жерайс: 1936 (22 гола), 1938 (18 голов)
- Лучший бомбардир Открытого турнира Рио-де-Жанейро: 1937 (8 голов)

## Личная жизнь
Гуара был женат на Амелии. У них родилась дочь Деа (1952—2020), ставшая журналистом и писателем. А также ещё четверо детей — Вера, Луис Карлос, Розина и Катя. У них было восемь внуков.